# 鎮遠號戰艦
鎮遠號戰艦是大清海軍於德國的伏爾鏗造船廠订购及建造的露砲塔鐵甲艦—定远级铁甲舰之姊妹艦。當時有東亞第一堅艦之稱。甲午戰爭期間被日本海軍虜獲，戰後以戰列艦的身份編入日本海軍。

## 概况
鎮遠號的主炮位置与1881年竣工的英國的「不屈」號（舊譯「英弗來息白」號，排水量11,900噸）相似，是在軍艦中央的对角线斜向配置2座聯裝主炮，使得每一座主炮拥有在一侧舷從艦艏到艦艉180度的射界，向另一侧船舷的发射范围受到局限。這種主炮配置方法在当时是一種新的實驗。與其後完成的日本扶桑號鐵甲艦的主炮配置比較，2座聯裝主炮能向舰艏舰艉方向开火，射界改善了很多，但是向舰艏或舰艉射擊時，砲的震波會嚴重損害艦上建築，因此向此方向開火並不實用。鎮遠號沒有採用不屈號的炮塔，而是採用露炮台。由於司令塔位於2座主炮之間，黄海海战中許多砲彈擊中司令塔後，碎片反彈到露炮台，砲手的傷亡有2/3來自這種彈雨。主炮後緊接的是配置鍋爐以及2個豎起的煙筒。巡航時考慮到使用帆來行駛，因此在軍艦前後各1枝粗大的船桅。船舷的水線部份安装了355毫米厚的複合裝甲，擁有堅固的防禦力。镇远建造时，因原材料涨价，水线下的装甲由定远的钢面铁甲换成熟铁装甲，防御效果稍逊。

## 武备
主砲是25倍口徑（也有說20倍口徑）305毫米砲，双联装砲塔2座，是德國的克虜伯公司生产的後膛填装砲（上砲彈於砲尾的方式），比當時英國戰艦使用的前膛填裝式砲（上砲彈於砲口的方式）性能較優良。副砲是150毫米35倍徑（也有說40倍徑）單裝砲，在艦艏與艦艉各有1座，其後編入日本海軍後的修復工程中，艦艉副炮拆除变更成150毫米單裝速射砲1门，并在艦隻中央較後方的兩舷各加裝了150毫米單裝速射砲1座。
- 305毫米双联装砲2座4門
- 150毫米速射砲4座4門
- 6磅速射砲2座2門
- 3磅速射砲8座8門
- 14英寸（356毫米）口径的鱼雷发射管3具
- 4等鱼雷艇（後來的水雷艇26號型）2隻

## 艦歷
- 1881年 - 在德國斯德丁（現波蘭什切青）的伏爾鏗造船廠動工。
- 1882年11月28日 - 下水。
- 1884年3月 - 竣工。

### 北洋水師

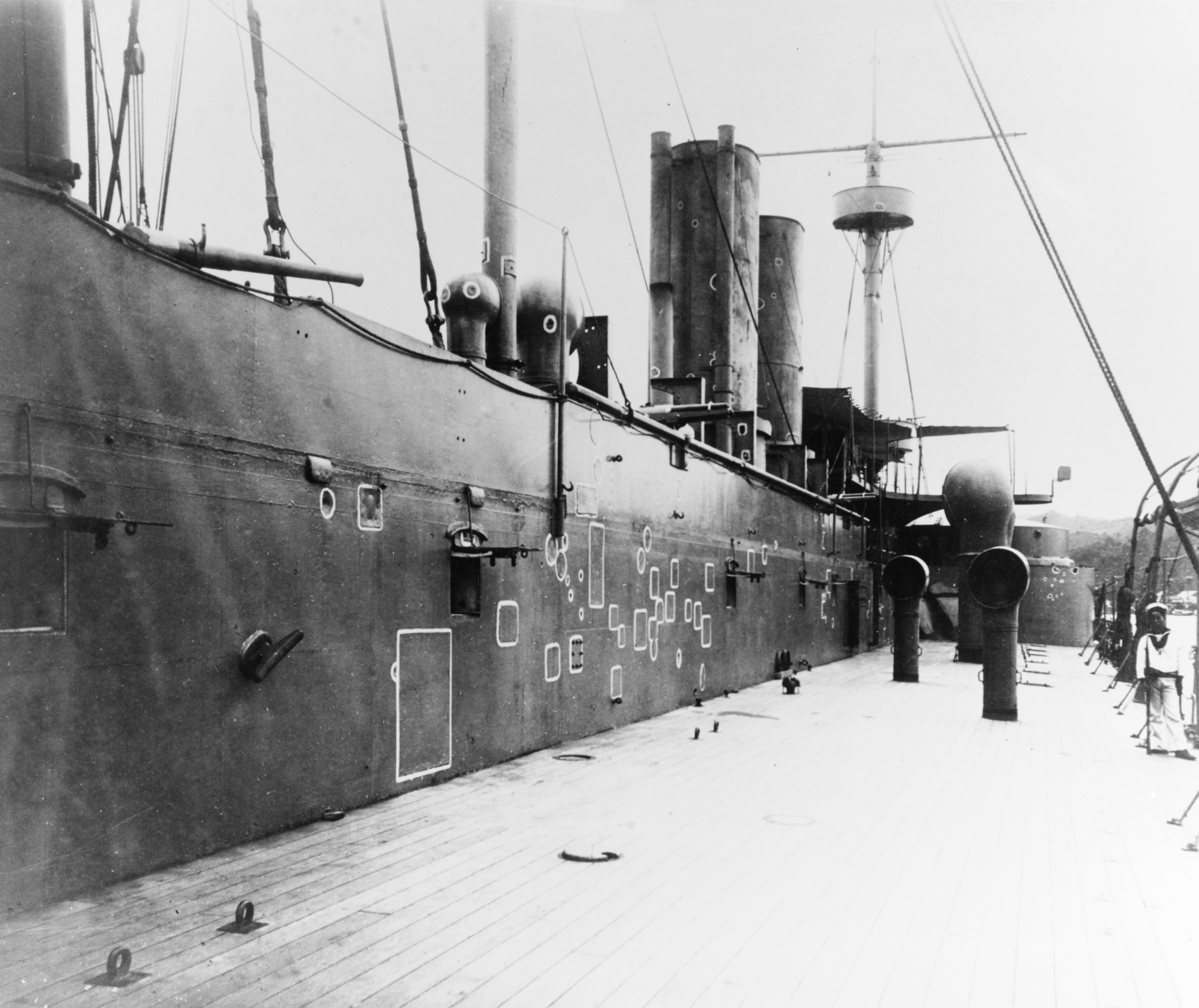
鎮遠號被日本海軍虜獲後照片，白色記號標示戰損。

- 1886年8月 - 與姐妹舰定远號戰艦、巡洋艦濟遠及砲艦威遠一道赴日本長崎港作親善訪問，卻因船員酩酊大醉引發騷動，史稱鎮遠騷動。
- 1894年9月17日 - 黄海海戰中，其砲彈直接命中日本旗艦松島。
- 1894年12月17日 - 在威海衛水域觸礁，管帶林泰曾引咎自盡。
- 1895年2月17日 - 在威海衛被日本海軍虜獲。

### 日本海军
於日本海軍服役時仍保留鎮遠的舊称。
- 1895年3月16日交給日本海軍服役[6][7]
- 1895年，參加台灣乙未戰爭。

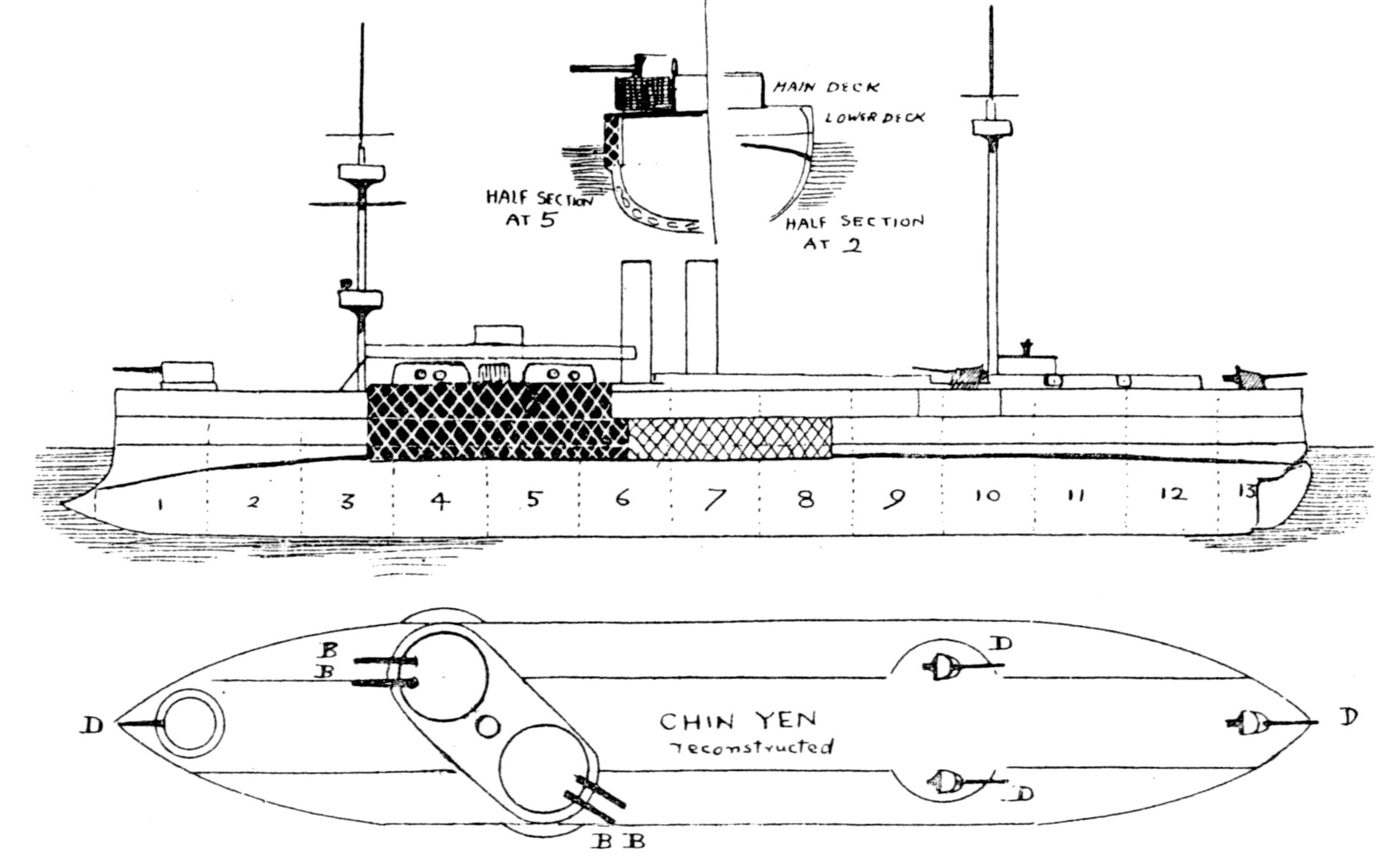
日本改造後的鎮遠號

- 1898年3月21日 - 分類為二等戰艦。
- 1904年 - 參加日俄戰爭。其中參加了黄海海戰、對馬海峽海戰、圍攻旅順。當時鎮遠與針對它建造的三艘松島級防護巡洋艦（嚴島、松島、橋立）組成日本第三艦隊的第5戰隊，昔日死敵協同作戰。[8]
- 1905年12月11日 - 變更類別為一等海防艦。
- 1908年5月1日 - 改為運用術練習艦。
- 1911年4月1日 - 除籍。
- 1911年11月24日 - 被裝甲巡洋艦鞍馬實弹射擊時破壞。
- 1912年4月6日 - 出售後在橫濱被拆卸解體。

## 退役後
鎮遠從日軍退役並拆解後，其鐵錨、鐵鏈等被陳列於東京上野公園。至二次大戰後，中國駐日代表團於1947年向日本提出歸還艦隻遺物的要求，不過駐日盟軍總司令部以該物不是日本「在九一八事變後獲得的戰利品」而拒絕，代表團仍多次向盟總交涉要求，終使其同意，艦隻遺物於同年陸續運回中國保存:72。
镇远舰目前仍有一具副錨留在日本岡山市吉備津神社内，推测是由于该锚在黄海大战中被炮弹击裂而在战后被更换，故而在二战结束后中国方面并不知道此锚的存在。
另外，神奈川县横须贺市的“三笠公园”内，至今仍然陈列有镇远号的两发炮弹，并立钢板做注称：“日清战争中被俘获的，曾经活跃在日俄战争中的镇远的炮弹”。

## 後世紀念
1985年，中國人民解放軍海軍將一艘037型反潛護衛艇728號命名為“鎮遠”號，該艇于2015年4月退役。

## 同型艦
- 定遠號戰艦

## 关联項目
- 大日本帝國海軍艦艇一覽
- 定遠級鐵甲艦
- 马吉芬